# Miho, Ibaraki
Miho (美浦村 Miho-mura) là làng thuộc huyện Inashiki, tỉnh Ibaraki, Nhật Bản. Tính đến ngày 1 tháng 10 năm 2020, dân số ước tính của làng là 14.602 và mật độ dân số là 220 người/km2. Tổng diện tích của làng là 66,61 km2.

## Địa lý

### Đô thị lân cận
- Ibaraki
  - Inashiki
  - Ami